# アイライロ
アイライロは、関ジャニ∞の3rdアルバム、『PUZZLE』に収録された安田章大のソロ曲。正確にはタイトルの「イ」はにんべんである。
作詞作曲は安田本人である。片思いをしている男の子の女の子への気持ちをつづった歌詞で「女の子でも分かる男の子の気持ち」。
アイライロというタイトルの意味は「イ」は漢字のにんべんを用いており人間の男と女のそのままの愛という意味がある。また、アイライン（I line)とかけており『絶対交わらないわたしだけの線』と言う意味もある。
アイライロを漢字で書くと『愛裸色』と書く。この由来は愛に対して裸のままでいたい（素直なままでいたい）と言う意味である。